# Mathias Christen
Mathias Christen (*Vaduz, Liechtenstein, 18 de agosto de 1987) es un futbolista internacional liechtensteiniano. Se puede desempeñar tanto en posición de centrocampista como de delantero y actualmente se encuentra sin equipo. 

## Selección nacional
Ha sido internacional con la Selección de fútbol de Liechtenstein en veinticinco ocasiones, consiguiendo 2 goles. Debutó el 20 de agosto de 2008 contra Albania, partido que finalizó 0-2 a favor de los albaneses.

### Goles como internacional
| # | Fecha      | Lugar                                   | Rival              | Gol | Resultado | Competición                       |
| - | ---------- | --------------------------------------- | ------------------ | --- | --------- | --------------------------------- |
| 1 | 07-09-2012 | Rheinpark Stadion, Vaduz, Liechtenstein | Bosnia-Herzegovina | 1-5 | 1-8       | Clasificación Mundial Brasil 2014 |
| 2 | 14-08-2013 | Rheinpark Stadion, Vaduz, Liechtenstein | Croacia            | 1-1 | 2-3       | amistoso                          |

## Clubes
| Club                 | País          | Años       |
| -------------------- | ------------- | ---------- |
| FC Triesen           | Liechtenstein | 2004-2005  |
| Fussballclub Balzers | Liechtenstein | 2005-2008  |
| FC Wil               | Suiza         | 2008-2009  |
| FC Gossau            | Suiza         | 2009       |
| Fussball Club Vaduz  | Liechtenstein | 2009-2011  |
| FC Linth 04          | Suiza         | 2011-2012  |
| USV Eschen/Mauren    | Liechtenstein | 2012-2013  |
| Thai Port FC         | Tailandia     | 2013-2014  |
| FC Triesenberg       | Liechtenstein | 2014-2016  |
| Chur 97 (préstamo)   | Suiza         | 2014       |
| St. Margrethen       | Suiza         | 2016- 2017 |
| USV Eschen/Mauren    | Liechtenstein | 2017- 2018 |

## Palmarés

### Campeonatos nacionales
| Título                    | Club                | País          | Año  |
| ------------------------- | ------------------- | ------------- | ---- |
| Copa de Liechtenstein (1) | Fussball Club Vaduz | Liechtenstein | 2010 |